# Razdolnaja (rivier)
De Razdolnaja (Russisch: Раздольная) of Suifen (Vereenvoudigd Chinees: 绥芬河; Traditioneel Chinees: 綏芬河; pinyin: Suífēn Hé) is een rivier die ontspringt in China en uitstroomt in Rusland. De rivier heeft een lengte van 242 kilometer (inclusief de bronrivier Xiasuifen 414 kilometer), waarvan 191 in Rusland. De rivier heeft een stroomgebied van 16.830 km², waarvan 6.820 km² in Rusland.
De rivier ontstaat door de samenvloeiing van de rivieren Xiaosuifen (169 km) en Dasuifen (148 km) in de Chinese provincie Heilongjiang. Na de naar de rivier genoemde Chinese stad Suifenhe te hebben gepasseerd stroomt de Razdolnaja het zuidelijk deel van de Russische kraj Primorje in om via de Chankavallei uit te stromen in de Amoerbaai van de Baai van Peter de Grote, die onderdeel vormt van de Japanse Zee.
De Razdolnaja heeft aanvankelijk het karakter van een bergrivier, maar wordt langzaamaan steeds breder en is tegen het bereiken van de grens met Rusland een breedstromende valleirivier. In de bovenloop meandert de rivier enigszins, maar verder benedenloops nemen de meanders sterk toe. In de benedenloop vertakt de rivier zich in diverse kanalen en bereikte een breedte van 100 tot 200 meter. In de bedding aldaar bevinden zich talloze oserjodoks (middenstroomse zandbanken; Engels: 'braid banks'), schoorwallen en perekats (ondiepten veroorzaakt door geleidelijk oplopende onderwaterheuvels bestaande uit sedimenten).
De rivier varieert gemiddeld in diepte van 0,5 tot 5 meter. Het debiet bedraagt maximaal 1,5 m/sec (absolute maximum ligt op 3 m/sec bij perekats). De rivier is gemiddeld 100 tot 150 meter breed. De bedding bestaat uit zand en kiezels. De kusten zijn over het algemeen steil en grillig en variëren in hoogte van 0,5 tot 5 meter. De rivier is bevroren van november tot begin april.
De belangrijkste zijrivieren zijn de Granitnaja (99 km), Borisovka (86 km) en Rakovka (76 km), Slavjanka (67 km), Komarovka (66 km), Krestjanka (46 km) en Vtoraja Retsjka (41 km). Aan de instroom van de Rakovka bevindt zich de stad Oessoeriejsk.